# Санін Володимир Маркович
Володимир Маркович Санін (нар. 12 грудня 1928 — пом. 12 березня 1989) — радянський письменник, сценарист, драматург, полярник, мандрівник. Автор гумористичних повістей, повістей-подорожей, циклів романів про Арктику, Антарктиду, про представників героїчних професій (пожежні, льотчики, моряки, полярники).
Повісті Володимира Саніна пронизані добрим тонким гумором й іронією. Автора відрізняють інтерес до випробувань людини у важких умовах, морально-психологічні проблеми.

## Життєпис
Володимир Санін у лютому 1945 року добровольцем вступив до лав Червоної армії, служив автоматником 163-го гвардійського стрілецького полку 28-ї армії. Був контужений. Звільнений з армії в серпні 1945 року.
Закінчив економічний факультет МДУ (1951). Згодом працював на радіо, зокрема, писав для передачі «Доброго ранку!». Неодноразово брав участь в експедиціях в Арктику, в тому числі на дрейфуючу станцію «Північний полюс-15», в Антарктику (в літній сезон 1970—1971 років брав участь в Радянській Антарктичній експедиції), по океанам уздовж екватора. Член Спілки письменників з 1966 року.
Володимир Войнович у своєму інтерв'ю заперечував поширену думку, що В. М. Санін послужив прототипом героя сатиричної повісті Войновича «Шапка» (1987) та її інсценування «Кіт домашній середньої пухнастості» (1990) : 
 — Свого часу на мене дуже образилася дружина одного письменника (не буду називати його імені), запідозривши, що в «Шапці» я зобразив її чоловіка. Насправді прямих прототипів у мене практично не буває. Рахлін — збірний образ, писав я його з кількох людей. І цей герой мені дуже симпатичний, хоч він і графоман. 
 Володимир Санін помер 1989 року, похований на Хімкінському кладовищі Москви.

## Особисте життя
Був одружений.

Моя дружина кровна рідна племінниця Гліба Травіна — «людини із залізним оленем», який на початку тридцятих років наодинці пройшов і проїхав велосипедом вісімнадцять тисяч кілометрів радянського арктичного узбережжя — подвиг, який навряд чи кому-небудь вдасться повторити.
— Володимир Санін у книзі «Не говори ти Арктиці — прощавай»

### Цикли творів
- «Поклик полярних широт»
  - 1975 — «Сімдесят два градуси нижче нуля»
  - 1976 — «У пастці»
  - 1977 — «Важко відпускає Антарктида»
  - 1978 — «За тих, хто в дрейфі!»
  - 1982 — «Точка повернення»

### Романи
- 1986 — " Велика пожежа "

### Повісті
- 1963 — «Наодинці з Великою Ведмедицею»
- 1967 — «На „газику“ по „даху світу“»
- 1970 — «Коли я був хлопчиськом»
- 1970 — "Ми — псковські! Повість-подорож "
- 1973 — «Пригоди Лана і Поуна»
- 1975 — «Сімдесят два градуси нижче нуля»
- 1976 — «У пастці»
- 1977 — «Важко відпускає Антарктида»
- 1978 — "За тих, хто в дрейфі! "
- 1979 — «Одержимий»
- 1982 — «Точка повернення»
- 1984 — «Біле прокляття»
- 1989 — В. М. Санин. «Не говори ты Арктике — прощай». — М.: Советский писатель, 1989. — 672 с. — 100 000 экз. — ISBN 5-265-00632-X.
- 1989 — «Старі друзі»

### Оповідання
- 1960 — «Бенгальські вогні»
- 1965 — «Яким має бути тато» (збірник)
  - Зміст: «Ляпас», «Кордон чуйності», «Душа на замку», «Кекс», «Ковзани», «На пляжі», «Безглуздий характер», «Я вирушаю вудити рибу», «Ми ремонтуємо квартиру», «В мирний суботній вечір», «Геометрична історія», «Два оповідання про Сашка», «Яким має бути тато», «Про зубний біль», «Чому я люблю шахи», "У години «пік» ", «Небезпечні гості»
- 1965 — «Острів Веселих Робінзонів» (збірник)
  - Зміст: «Кілька думок про усмішку», «Острів Веселих Робінзонів», «Бенгальські вогні», "Безвихідних ситуацій не буває (написано в 1961), «Живий свідок», «Знаменитий земляк», «Незговірливий автор», «Барон», "Невдячний ведмідь (написано в 1961), «Тяжкий тягар слави», «Неспокійна посада», «Я знайомлю Мішу з Москвою», «Два відра на коромислі», «Феноменальний невдаха», «Дуже везучі Бєлкіни», «Смійтеся лише в разі крайньої необхідності!», «Воскресла традиція», «Слабка дитяча пам'ять», «Аеліта», «Сьомкіни м'язи», «Один прожитий день», «Сашко стає дорослим», «Мишкине щастя», «Як треба ходити за грибами», «Про виховання сили волі», «Моє ставлення до домашньої бібліотеки», «Як я схуд», «Про подарунки», «У години „пік“», «Як стати артистом», «Як складати іспити», «Недільна лижна прогулянка», «Як вудити рибу взимку», «Чому я не ходжу в гості»
- 1967 — «Кому посміхається океан. По морях, по горах»(збірник)
  - Зміст: «Кому посміхається океан», «На „газику“ по „даху світу“», «Спокуса», «Заради святого мистецтва», "Небезпечні гості (написано в 1965), «Про серйозну музику», « Моє ставлення до шахів», «Поза грою», «Пальма», «Ініціативний Гришка», «Кохання королівських мушкетерів», «Знаменита 625-та», «Ми ремонтуємо квартиру» (написано в 1965)
- 1977 — «Дзеркало долі»
- 1977 — «Лагідний вітерець в місті Н.»
- 1989 — «Троє в купе»

### Документальні твори
- 1970 — «У Землі на маківці»
- 1973 — «Новачок в Антарктиді. Полярні бувальщини»
- 1975 — «Навколо світу за погодою. Записки пасажира»

### П'єси
- 1971 — "Чоловіки. Антарктична новела "

### Кіносценарії
- 1976 — «72 градуси нижче нуля» // Співавтор: Зіновій Юр'єв
- 1979 — « Антарктична повість» // Співавтор: Іван Менджерицький

### Статті
- 1965 — «Кілька думок про усмішку» (передмова до збірника оповідань)
- 1973 — «Минулого літа у нас не було зими…»
- 1980 — «Солоний вітер „Океану“»

## Екранізації
- 1968 — «Чоловіки не плачуть» / ест. Mehed ei nuta (1968, за оповіданням В. Саніна; реж. С. Ниммік)
- 1976 — «72 градуси нижче нуля» (співавт. сценарію, за мотивами власної однойменної повісті)
- 1979 — «Антарктична повість» (телефільм, 3 с; екранізація двох «полярних» повістей письменника із циклу «Поклик полярних широт» — «У пастці» і «Важко відпускає Антарктида»)
- 1986 — «Точка повернення» (співавт. сценарію, за власною однойменною повістю; реж. В. Колегаєв, Одеська кіностудія)
- 1987 — «Біле прокляття» (за мотивами власної однойменної повісті; реж. М. Ковальський)